# Lin Donevska
Lin Donevska (ur. 1 stycznia 1970) – australijska zapaśniczka walcząca w stylu wolnym. Zajęła 33. miejsce na mistrzostwach świata w 2007 roku. Zdobyła trzy medale na mistrzostwach Oceanii w 2006 - 2008